# Gibasis linearis
Gibasis linearis är en himmelsblomsväxtart som först beskrevs av George Bentham, och fick sitt nu gällande namn av Otto Rohweder. Gibasis linearis ingår i släktet Gibasis och familjen himmelsblomsväxter.

## Underarter
Arten delas in i följande underarter:
- G. l. linearis
- G. l. rhodantha